# Lockheed Martin F-22 Raptor
El Lockheed Martin F-22 Raptor (del inglés raptor, que significa rapaz o ave de presa) es un avión de caza monoplaza bimotor de quinta generación, concebido en Estados Unidos durante la década de 1980 y desarrollado en los años 90, que usa tecnología furtiva. Fue diseñado principalmente como caza de superioridad aérea, pero dispone de capacidades adicionales que le permiten realizar misiones que incluyen: ataque a tierra, guerra electrónica e inteligencia de señales. Lockheed Martin Aeronautics es el contratista principal y el responsable de la mayor parte de la estructura, del sistema de armas y del ensamblaje final del F-22. El socio del programa es Boeing Integrated Defense Systems y proporciona las alas, la parte trasera del fuselaje, la integración de aviónica, y todos los sistemas de entrenamiento de los pilotos y del personal de mantenimiento. El primer prototipo, denominado YF-22, voló por primera vez el 29 de septiembre de 1990.
El avión fue designado tanto F-22 como F/A-22 durante los años a su entrada en servicio en la Fuerza Aérea de los Estados Unidos; en diciembre de 2005 fue renombrado como F-22A. A pesar de un período de desarrollo prolongado y costoso, la Fuerza Aérea de Estados Unidos considera el F-22 como un componente fundamental en el futuro poder aéreo táctico de su país, y afirma que el avión no es comparable con ningún caza conocido o proyectado, mientras que Lockheed Martin reivindica que la combinación de furtividad, velocidad, agilidad, precisión y conciencia situacional del Raptor, junto con sus capacidades de combate aire-aire y aire-superficie, hacen de él, en general, uno de los mejores cazas del mundo actualmente. El mariscal del aire Angus Houston, jefe de las Fuerzas Armadas de Australia, declaró en 2004 que «el F-22 será el avión de caza más sobresaliente jamás construido».
El elevado coste unitario del avión (356 millones de dólares de inversión total (2009) y 150 millones por la fabricación individual (2009)), la falta de una clara misión aire-aire debido a los largos retrasos en los programas de cazas de quinta generación de Rusia, India y China, la prohibición estadounidense de exportar el Raptor a otros países, y el desarrollo del más económico y versátil F-35 Lightning II, dieron lugar a los llamamientos de finalizar la producción del F-22. En abril de 2009, el Departamento de Defensa de los Estados Unidos propuso que se dejaran de efectuar nuevos pedidos, sujeto a la aprobación del Congreso, para una cifra de obtención final de 187 cazas Raptor. El Senado y la Cámara de Representantes de los Estados Unidos aprobaron en julio de 2009 sus respectivas versiones del proyecto de ley de presupuestos de 2010 sin financiación para la producción de más F-22. El Congreso trabajó para combinar esas versiones en una propuesta de ley, y el presidente Obama la firmó en octubre de 2009, sin financiación para la producción de F-22.
Si bien tuvo un desarrollo prolongado y dificultades operativas iniciales, el F-22 se ha convertido en un componente crítico del poder aéreo táctico de la USAF. La combinación de sigilo, rendimiento aerodinámico y sistemas de misión del caza permitió un salto en las capacidades de combate aéreo y estableció el punto de referencia para su generación. Se espera que el F-22 preste servicio hasta la década de 2030 y finalmente sea reemplazado por el componente de caza tripulado Next Generation Air Dominance (NGAD) de la USAF.

## Desarrollo

### Origen
En 1981, la USAF desarrolló el requerimiento de un nuevo caza de superioridad aérea, iniciando el programa ATF (Advanced Tactical Fighter, caza táctico avanzado), para reemplazar la capacidad del F-15 Eagle, principalmente las variantes F-15A, B, C y D. El ATF fue un programa de demostración y validación emprendido por la Fuerza Aérea para desarrollar un caza de superioridad aérea de nueva generación para contrarrestar las amenazas emergentes en todo el mundo, incluyendo el desarrollo y la proliferación del caza de origen soviético de la clase Su-27 Flanker. Fue previsto que el ATF incorporaría nuevas tecnologías, incluyendo aleaciones y materiales compuestos avanzados, sistemas de control de vuelo fly-by-wire evolucionados, sistemas de propulsión de mayor potencia y tecnología furtiva/baja detectabilidad.

### Programa ATF
En julio de 1986 se emitió una solicitud de propuestas, y en octubre del mismo año fueron seleccionados dos equipos de contratistas, el primero formado por Lockheed, Boeing y General Dynamics y el segundo por Northrop y McDonnell Douglas, para acometer una fase de demostración/validación durante 50 meses, que culminaría con la prueba en vuelo de dos prototipos de avión, el YF-22 del primer equipo y el YF-23 del segundo. Cada equipo de diseño produjo dos prototipos para incorporar dos opciones de motor, una sería con empuje vectorial. Se consideró que la complejidad y el coste adicional del motor turbofán Pratt & Whitney F119 con empuje vectorial valía la pena porque permite un menor radio de giro, una valiosa capacidad en los combates cerrados (dogfights).
Durante el proceso de desarrollo a finales de los años 80, las evoluciones previstas para el futuro, el aumento del peso máximo al despegue y del coste hicieron que se eliminaran muchas características del ATF. El sistema de búsqueda y seguimiento por infrarrojos (IRST) primero fue degradado de multicolor a monocromático y luego suprimido (aunque el sistema de aviso de misiles infrarrojo/ultravioleta actuará como un sistema IRST en una futura actualización de software), los radares de búsqueda lateral fueron eliminados y el requerimiento para el asiento eyectable fue rebajado de categoría, de manera que no tenía que ser capaz de cubrir completamente la envolvente de vuelo, lo que más tarde daría lugar a una desgracia durante una de las pruebas en vuelo.
El 23 de abril de 1991, la Fuerza Aérea finalizó la competición de diseño y vuelos de pruebas, al anunciar como vencedor al YF-22 de Lockheed. En ese momento se preveía que fueran pedidos unos 650 aviones.
En el caso del YF-22, los mejores contactos de Lockheed ayudaron a la hora de ganar el concurso, logrando inclinar la decisión en su favor promocionando que las prestaciones de sus aeronaves eran mejores, sabiendo vender mejor su diseño y su escalabilidad, así como conceptos como el FB-22 Strike Raptor y el X-44 Manta. 
Al final influyeron también algunos problemas detectados en el YF-23, que el YF-22 no manifestó. El más conocido fue el vórtice de punta de ala que generaba el diseño de Northrop, que reducía la discreción radar al realizar maniobras extremas. Además, el YF-22 logró pasar más rápidamente las distintas fases de la evaluación, creando mayor confianza. Pesó también el punto de vista de costes de mantenimiento: el YF-22 presentaba más ventajas, ya que el YF-23 requería personal de mantenimiento especializado, mientras que el primero podía usar los mismos equipos de mantenimiento de los F-15C. Northrop Grumman Corporation arrastraba en este campo una mala relación con la USAF por el sobrecoste del programa del bombardero B-2 que no le ayudó en este concurso, en un momento de presupuestos menguantes. Sin embargo, la USAF reconoció que el YF-23A Black Widow II era también un gran candidato. El YF-23 contaba con un perfil más discreto, igual maniobrabilidad y mayor alcance, pero la USAF no tenía prevista entonces la aparición de un caza stealth en Rusia y China y no valoró esos aspectos, sino los económicos.

### Producción
El YF-22 fue modificado para entrar en producción como F-22. Las diferencias entre el YF-22 y el F-22 incluyen la reubicación de la cabina, modificaciones estructurales y muchos otros cambios menores. El modelo de producción F-22 fue desvelado el 9 de abril de 1997 en las instalaciones de Lockheed Georgia Co. en Marietta, Georgia. Realizó su primer vuelo el 7 de septiembre de 1997. El primer ejemplar de producción del F-22 fue entregado en la Base de la Fuerza Aérea Nellis, Nevada, el 14 de enero de 2003, y comenzó la fase de evaluación y pruebas operacionales el 27 de octubre del mismo año. En 2004, ya habían sido entregados 51 F-22 Raptor.
En 2006, el equipo de desarrollo del Raptor, formado por Lockheed Martin y otras 1000 compañías aproximadamente, más la Fuerza Aérea de los Estados Unidos, ganaron el Trofeo Collier, el más prestigioso premio relacionado con la aviación norteamericana. La Fuerza Aérea trató de adquirir, en 2006, 381 cazas F-22 para ser repartidos entre siete escuadrones de combate en servicio activo y tres escuadrones de caza integrados en el Mando de Reserva de la Fuerza Aérea y en la Guardia Aérea Nacional.

### Cese de producción
El 21 de julio de 2009, el Senado estadounidense votó a favor para detener la producción de aviones de combate F-22 Raptor debido a su alto coste de fabricación. 58 senadores votaron a favor y 40 en contra, para detener la producción de otros siete F-22 Raptor, cuya construcción demandaría la suma de 1750 millones de dólares. El presidente Barack Obama celebró la votación y comentó a la prensa que las Fuerzas Armadas estadounidenses no necesitan malgastar miles de millones de dólares de los contribuyentes en armamento obsoleto e innecesario.
El secretario de Defensa, Robert Gates, dijo que él y los altos mandos militares también se oponían a la fabricación de más aviones F-22 Raptor. «Son demasiado costosos e inadecuados para las prioridades militares de los Estados Unidos, por menos dinero se pueden construir aviones más nuevos y versátiles como el Lockheed Martin F-35 Lightning II», comentó Gates.
El F-22 Raptor se mantuvo en producción hasta completar la flota de 187 aviones.

### Compras y costes

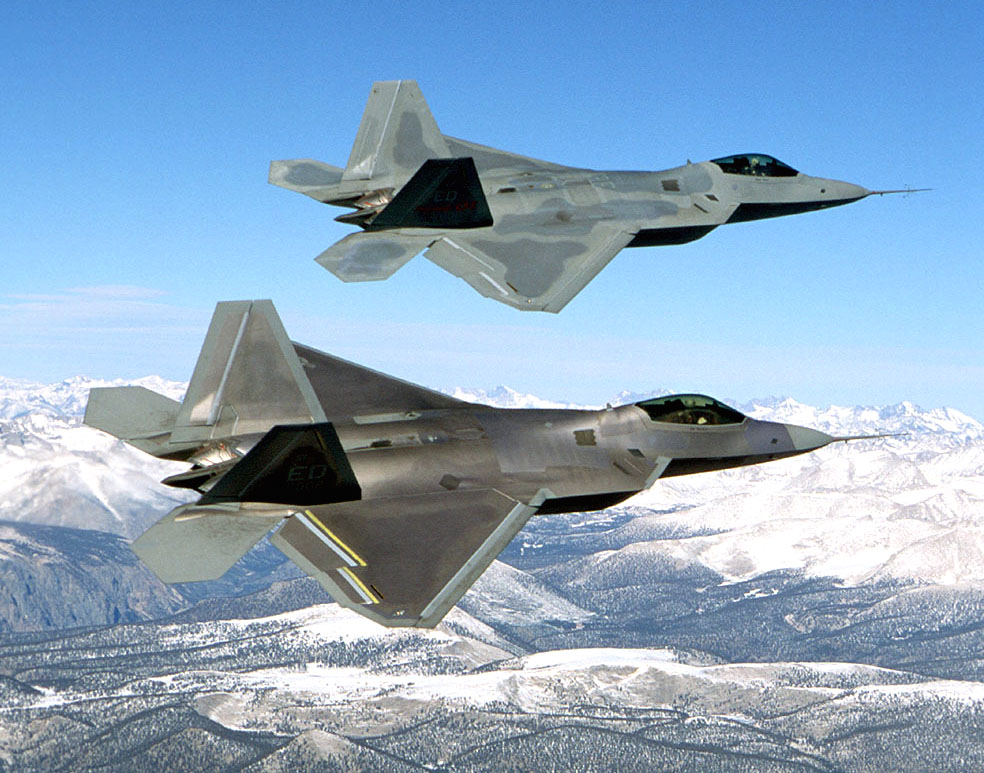
Dos F-22 durante la fase de pruebas en vuelo, el de arriba es el primer F-22 EMD, el Raptor 01.

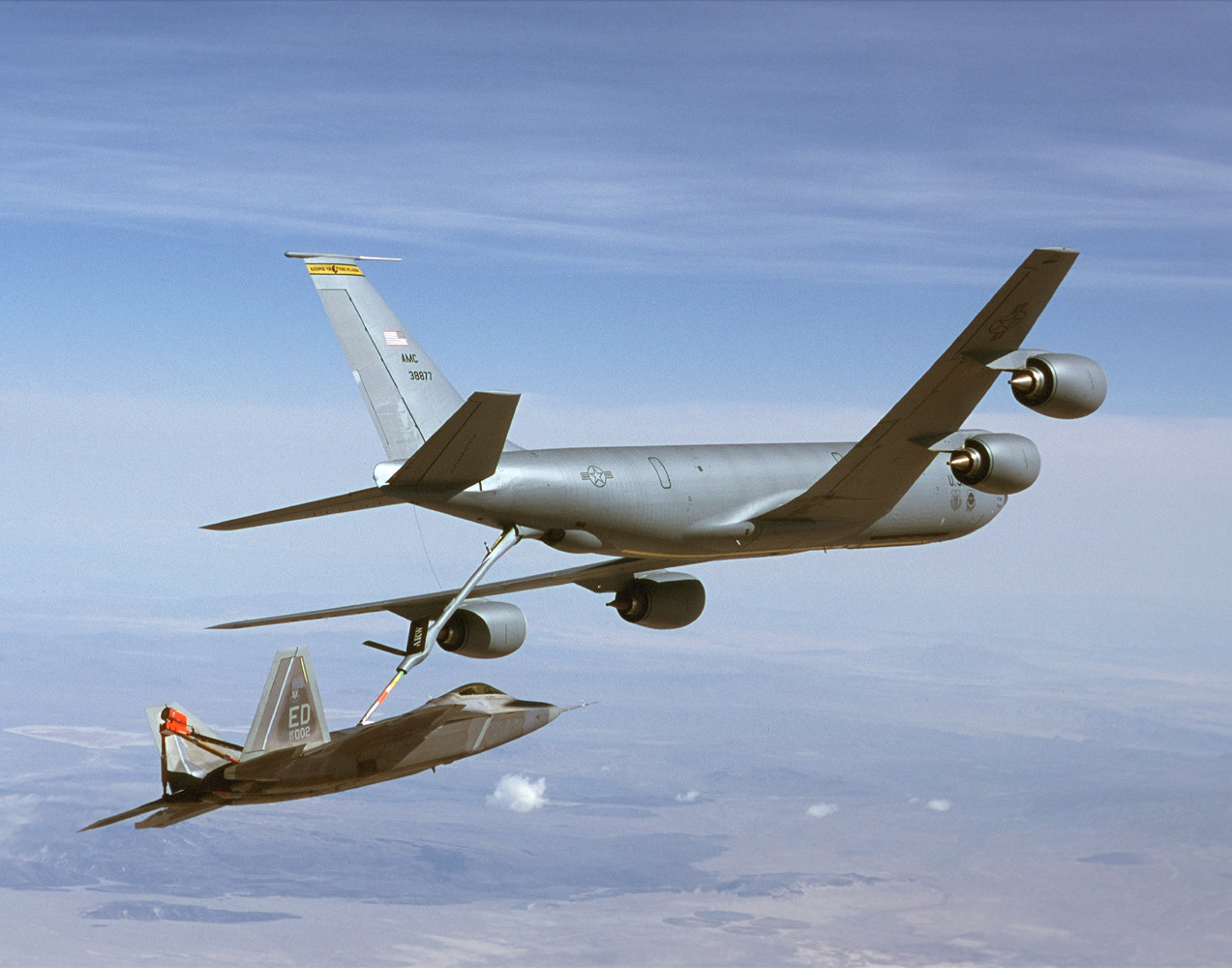
F-22 Raptor detrás de un KC-135, repostando en vuelo.

La Fuerza Aérea de Estados Unidos inicialmente había previsto comprar 750 cazas ATF, iniciando su producción en 1994; sin embargo, la revisión general de aeronaves de 1990 alteró el plan a 648 aviones y comenzando su producción en 1996. El objetivo volvió a cambiar en 1994, cuando se convirtió en 442 aviones para entrar en servicio en 2003 o 2004, pero en 1997 un informe del Departamento de Defensa de los Estados Unidos fijó la cantidad a comprar en 339. En 2003, la Fuerza Aérea dijo que el precio límite impuesto por el Congreso limitaba la compra a 277 ejemplares. En el 2006, el Pentágono dijo que serían comprados 183 aviones, lo que ahorraría 15 000 millones de dólares, pero elevaría el coste de cada aeronave, y este plan fue aprobado de facto por el Congreso en forma de un plan de compras plurianual, manteniendo todavía abierta la posibilidad de realizar nuevos pedidos pasado ese punto. El coste total del programa en 2006 era de 62 000 millones de dólares.
En abril de 2006, la Government Accountability Office (GAO) evaluó el coste del F-22 en 361 millones de dólares por avión. Este coste refleja el coste total del programa del F-22, dividido por el número de ejemplares que la Fuerza Aérea tenía programado comprar; más los 28 000 millones de dólares que se habían invertido hasta el momento en el Raptor en investigación, desarrollo y pruebas. Este último renglón, calificado como un «costo irrecuperable», ya había sido asumido y es independiente de futuras adquisiciones. El coste unitario de compra fue estimado en 177,6 millones de dólares en 2006, en función de una producción de 181 ejemplares. Este coste unitario disminuiría si el número de aeronaves producidas fuera mayor. Este coste incluye los 3233 millones invertidos en investigación y desarrollo en el año 2006.
Hasta el momento se han comprado 183 cazas, por una suma de 34 000 millones de dólares, dando como resultado un coste total del programa de 62 000 millones, o lo que es lo mismo, unos 339 millones por avión. El costo marginal de un F-22 adicional es de aproximadamente 138 millones de dólares, disminuyendo con mayores volúmenes.
El 31 de julio de 2007, Lockheed Martin recibió un contrato por varios años por 60 aparatos F-22, por un valor total de 7300 millones de dólares. El contrato fijó en 183 el número de F-22 pedidos y amplió su producción hasta el 2011. Reiniciar la producción aumentaría en gran medida los costes: construir 75 ejemplares más tendría un coste estimado de 70 millones de dólares adicionales por unidad.
El ex Secretario de la Fuerza Aérea Michael Wynne culpó el uso del lenguaje de programación Ada por parte del Departamento de Defensa de Estados Unidos como parte de la razón por los sobrecostes y cambios en los calendarios en muchos de los principales proyectos militares, incluyendo el F-22 Raptor.

### Veto a la exportación
En la actualidad no existe ninguna posibilidad de exportación para el F-22 porque su venta a otros países está impedida por la Ley Federal estadounidense. La mayoría de los actuales clientes de cazas estadounidenses están adquiriendo diseños anteriores como los F-15E, F-16 y F-18, o bien están a la espera de adquirir el nuevo F-35, que contiene tecnología procedente del F-22, pero que está diseñado para ser más barato, más flexible y disponible para la exportación desde el principio. El F-35 no será tan ágil como el F-22 y no volará tan alto ni tan velozmente, pero su radar y su equipo de aviónica serán más avanzados.
El Gobierno japonés, según se informa, mostró interés en comprar cazas F-22 en su programa Replacement-Fighter para la Fuerza Aérea de Autodefensa de Japón. Si llegara a ocurrir, probablemente sería una variante de exportación «rebajada», aunque mantendría la mayoría de sus avanzadas características en aviónica y tecnología furtiva. No obstante, es una propuesta que todavía necesitaría la aprobación del Pentágono, del Departamento de Estado y del Congreso de los Estados Unidos. Además, los altos costes por avión y los muy elevados gastos de operación requerirían una subida del popular techo de presupuesto militar del 1 % del PIB de Japón. El 9 de junio de 2009, el ministro de defensa japonés, Yasukazu Hamada, afirmó que Japón seguía interesado en el F-22.

## Diseño

### Características

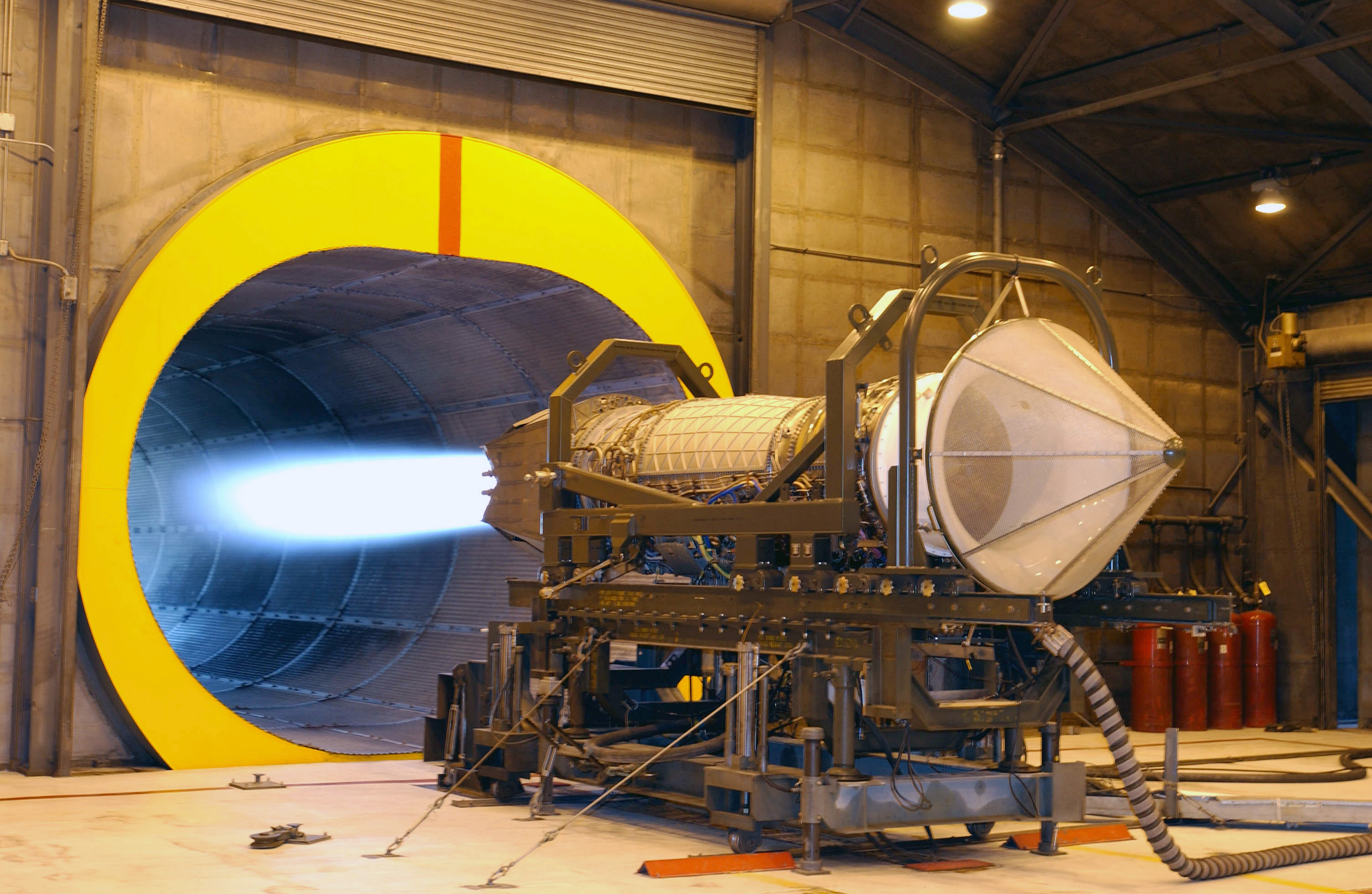
Pratt & Whitney F119 durante unas pruebas para su evaluación.

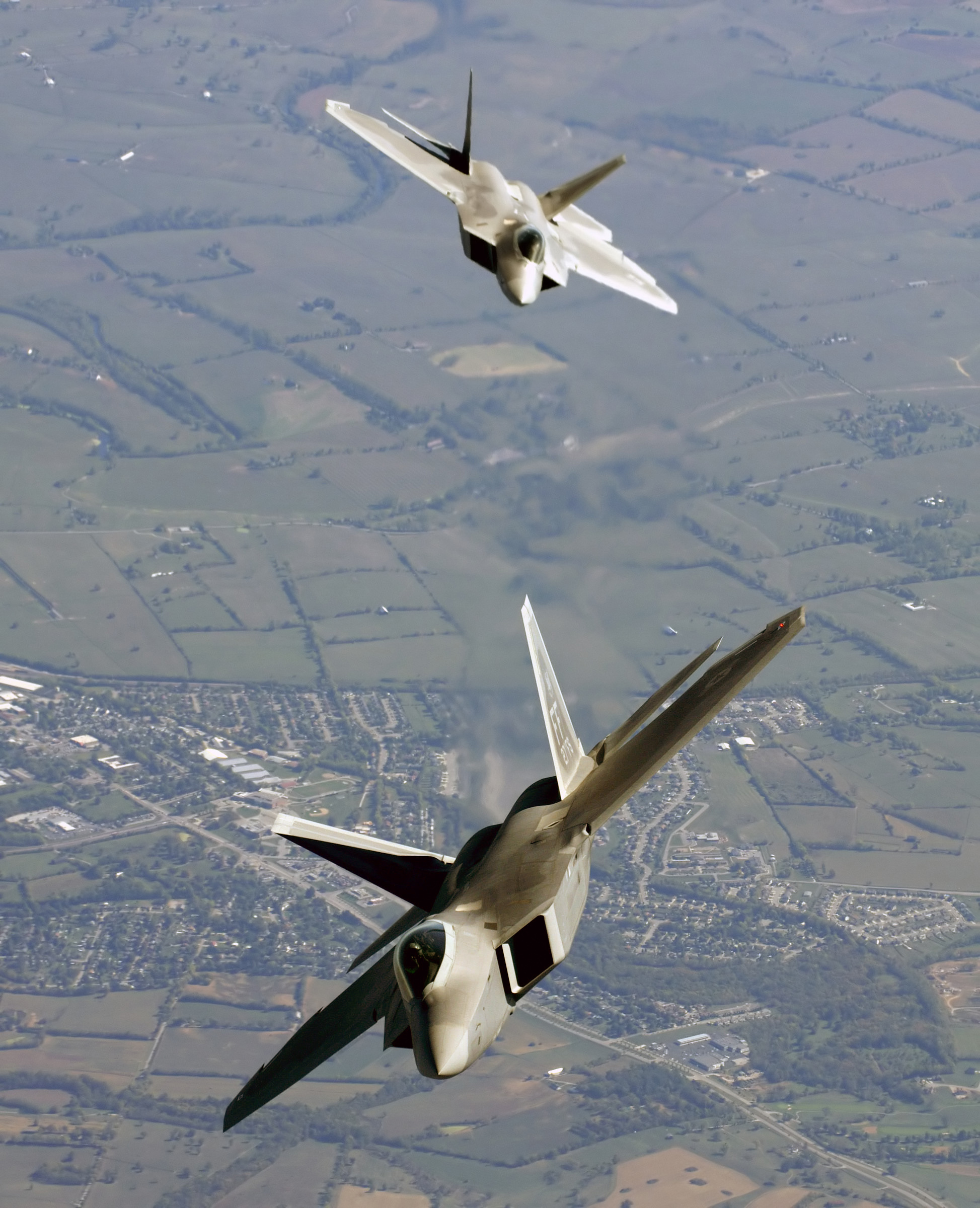
Dos F-22 Raptor se alinean detrás de un KC-10 Extender para repostar en su primer despliegue oficial, octubre de 2005.

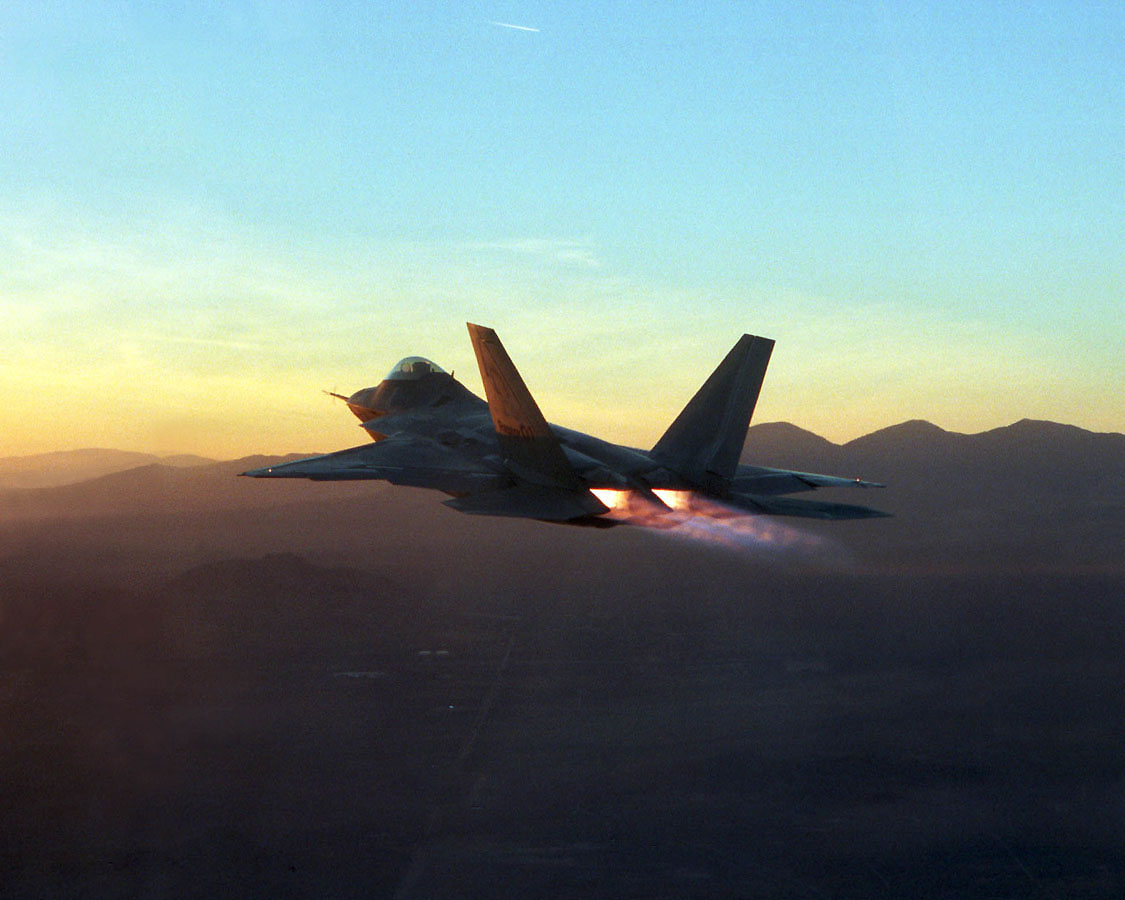
F-22 Raptor con sus motores F119-PW-100 en postcombustión completa durante su prueba en vuelo.

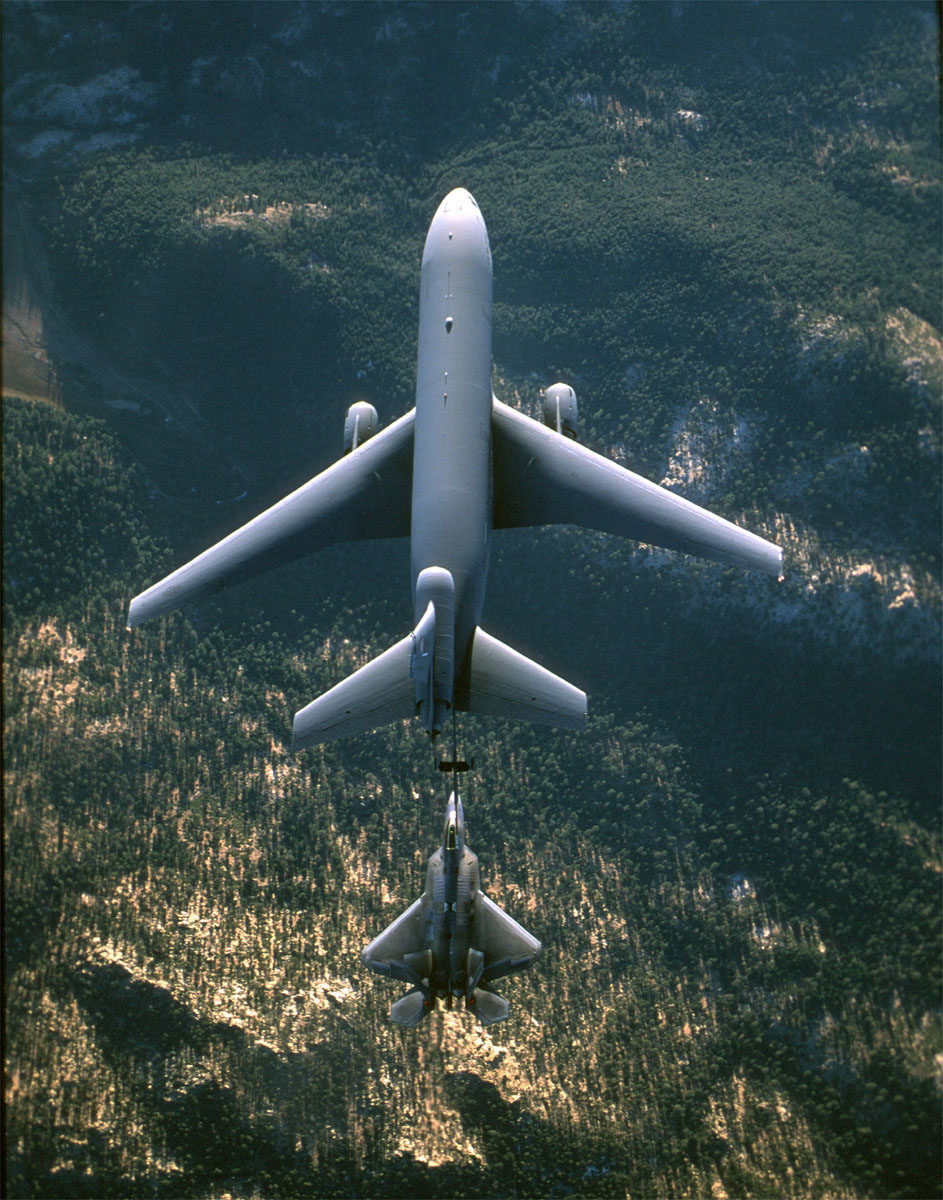
Un KC-10 Extender reabasteciendo en vuelo a un F-22 Raptor.

El F-22 Raptor es un caza a reacción de quinta generación que es considerado por la Fuerza Aérea de los Estados Unidos como un avión furtivo de cuarta generación.

#### Motores
Su par de motores turbofán con postcombustión Pratt & Whitney F119-PW-100 incorporan empuje vectorial en el eje de cabeceo, con un recorrido de ± 20 grados. Su empuje máximo es información clasificada, aunque la mayoría de las fuentes lo sitúan en alrededor de 156 kN (35 000 lbf) por motor. La velocidad máxima del avión, sin armamento externo, se estima en Mach 1,82 en modo supercrucero; como lo demostró el general John P. Jumper, antiguo general de la Fuerza Aérea estadounidense, cuando su Raptor superó la velocidad de Mach 1,7 sin postcombustión el 13 de enero de 2005. Con postcombustión, puede superar la velocidad de Mach 2 (2120 km/h), según Lockheed Martin; sin embargo, el Raptor puede exceder sus límites de velocidad de diseño, particularmente a bajas altitudes, por lo que incorpora alertas de velocidad máxima para ayudar a evitar que el piloto las exceda. El antiguo piloto de pruebas principal de Lockheed para el F-22 Paul Metz declaró que el Raptor tiene entradas de aire fijas. La ausencia de rampas de admisión variables generalmente limita la velocidad aproximadamente a Mach 2,0. Dichas rampas serían utilizadas para evitar las sobretensiones de motor que dan como resultado una pérdida de compresor, pero la propia toma de admisión puede ser diseñada para prevenir eso. Metz también ha declarado que el F-22 tiene un régimen de ascenso mayor que la del F-15 Eagle debido a los avances en tecnología de motores, a pesar de que la relación empuje a peso del F-15 es de aproximadamente 1,2:1, mientras que el F-22 sólo tiene una relación cercana a 1:1. La Fuerza Aérea estadounidense afirma que el Raptor no puede ser igualado por ningún tipo de caza conocido o proyectado, y Lockheed Martin sostiene que «el F-22 es el único avión que combina velocidad de supercrucero, excelente agilidad, fusión de sensores y baja detectabilidad en una sola plataforma de dominio aéreo».

#### Aerodinámica
La auténtica velocidad máxima del F-22 es desconocida para el público general. La capacidad de la estructura para soportar la tensión y la temperatura es un factor clave, especialmente en un avión que usa tantos polímeros como es el F-22. Sin embargo, mientras algunos aviones son más veloces sobre el papel, el transporte en bodegas internas de su carga estándar de combate permite que este avión consiga un mayor rendimiento en comparación con otros aviones modernos a plena carga, debido a la resistencia provocada por el armamento externo. Es uno de los pocos aviones que pueden mantener el vuelo supersónico sin hacer uso del empuje adicional generado por los postquemadores (y su alto consumo de combustible asociado). Esta capacidad se llama supercrucero y también la tienen cazas como el Eurofighter Typhoon, el Dassault Rafale o el Saab 39 Gripen. Esto permite al caza alcanzar en un tiempo crucial objetivos móviles o fugaces que un avión subsónico no podría alcanzar por su velocidad y un avión dependiente de los postquemadores no podría alcanzar por su consumo de combustible.

#### Maniobrabilidad
La asombrosa maniobrabilidad del F-22 se debe a su planta motriz y que las toberas se pueden orientar hacia arriba o abajo para hacer los giros más cerrados. En los dogfights, un F-22 sería muy peligroso para cualquier piloto de combate enemigo. El F-22 fue diseñado para ser altamente maniobrable, tanto a velocidades supersónicas como subsónicas. Puede permanecer en vuelo controlado, aunque el piloto realice peligrosas maniobras y ofrece gran resistencia a la pérdida de control. Las toberas con empuje vectorial del Raptor permiten que el avión pueda realizar virajes muy cerrados y maniobras con gran ángulo de ataque, como la maniobra Herbst (o giro-J), la Cobra de Pugachev, y la Kulbit, aunque el giro-J es el más útil en combate. El F-22 también es capaz de mantener un ángulo de ataque constante sobre 60º y aun así tener cierto control de alabeo. Durante unos ejercicios en Alaska en junio de 2006, los pilotos de los F-22 demostraron que la altitud de crucero tiene un efecto significativo sobre el rendimiento en combate y rutinariamente atribuyeron su ventaja en altitud como un factor importante en el logro de una intachable proporción de victorias contra otros cazas estadounidenses y cazas de 4ª/4,5ª generación.

#### Furtividad
El avión ofrece una firma de radar, infrarroja, acústica, de señales de radio e incluso visual menor que la de sus potenciales rivales. Para minimizar el eco de señales radar se diseñó su fuselaje con formas angulosas y planas. Además no está dotado de soportes subalares, sino que transporta sus armas en cuatro bodegas internas de armamento que se abren para lanzar misiles o bombas. Una ley federal estadounidense prohibió su exportación debido al secreto de sus componentes.

### Tecnología furtiva
Aunque varios cazas occidentales recientes son menos detectables al radar que diseños previos, gracias al uso de técnicas como los conductos de admisión con forma de S recubiertos con material absorbente de radar que tapan el ventilador del compresor ante la reflexión de ondas de radar, el diseño del F-22 le da un grado de importancia mucho mayor a la reducción de detectabilidad ante todo tipo de sensores, incluyendo firma radar, visual, infrarroja, acústica y de frecuencia de radio.
La capacidad furtiva del F-22 se debe a una combinación de factores, incluyendo la forma general del avión, el uso de materiales absorbentes de radar y el cuidado de detalles como las bisagras o el casco del piloto que podrían proporcionar un retorno de radar. Sin embargo, la reducida sección radar equivalente es sólo una de las cinco facetas que los diseñadores siguieron para crear el diseño furtivo del F-22. El F-22 también ha sido diseñado para ocultar sus emisiones infrarrojas, con la intención de que sea más difícil de detectar por los misiles superficie-aire o aire-aire guiados por infrarrojos («búsqueda de calor»). Los diseñadores también hicieron el avión menos visible a simple vista, y con emisiones de radio y ruido muy controladas. Sin embargo, según Andrei Lagarkov (Director del Instituto Electrodinámica Teórica y Aplicada, Rusia) y de acuerdo a Mikhail Pogosyan (PhD, CEO de Sukhoi Corp.), la RCS real del F-22 estaría alrededor de los 0,3 m². Según el Jefe de Diseño del T-50, Alexander Davydenko, la RCS del F-22 es de 0,3-0,4 m².
El F-22 aparentemente se basa menos en recubrimientos y materiales absorbentes de radar de mantenimiento intensivo propios de anteriores aviones furtivos como el F-117 Nighthawk. Esos materiales provocaron problemas de despliegue debido a su susceptibilidad a condiciones meteorológicas adversas. A diferencia del B-2 Spirit, que requiere hangares climatizados, el F-22 puede someterse a reparaciones en la plataforma de estacionamiento o en un hangar normal. Además, el F-22 dispone de un sistema de alerta llamado Signature Assessment System, o SAS, que presenta indicadores de alerta cuando, debido al desgaste natural, se haya degradado la firma de radar del avión hasta el punto de exigir reparaciones importantes. La sección radar equivalente exacta del F-22 permanece clasificada. A principios de 2009, Lockheed Martin publicó información del F-22, mostrando que tiene una sección radar equivalente desde determinados ángulos críticos de -40 dBm² (la reflexión radar equivalente de una «canica de acero»). Sin embargo, las características furtivas del F-22 requieren de un trabajo de mantenimiento adicional que disminuye su capacidad operativa a un porcentaje aproximado del 62-70 %.
La efectividad de este énfasis en las características furtivas durante el proceso de diseño del F-22 es difícil de calcular. Aunque su sección radar equivalente es casi inexistente, esta no es más que una medición estática de la zona frontal o lateral del avión y solo es válida para una fuente de radar que se encuentre en una ubicación estacionaria con respecto al avión. Cuando el F-22 maniobra, expone un conjunto diferente de ángulos y un área de mayor superficie a cualquier radar, incrementando su detectabilidad. Por otra parte, los materiales absorbentes de radar y los contornos furtivos son particularmente efectivos contra los radares de alta frecuencia, los que suelen llevar otras aeronaves. Pero los radares de baja frecuencia, entre los que se incluyen los radares meteorológicos y las estaciones de alerta ubicadas en la extinta Unión Soviética, al parecer les afecta en menor medida las características furtivas y tienen mayor capacidad de detectar algunas de las aeronaves que las emplean, pudiendo ser detectados fácilmente al momento de abrir las compuertas de bombas, al perderse la geometría reflectiva del avión.

### Aviónica
La aviónica del F-22 incluye el receptor de alerta radar (RWR por sus siglas en inglés) BAE Systems E&IS AN/ALR-94, el sistema de alerta de aproximación de misiles (MAWS) infrarrojo y ultravioleta AN/AAR 56 y el radar de barrido electrónico activo (radar AESA) Northrop Grumman AN/APG-77. Este radar dispone de gran alcance en la localización de objetivos, pero una baja probabilidad de que sean interceptadas sus propias señales por un avión enemigo.
El AN/ALR-94 es un sistema receptor pasivo capaz de detectar señales de radar en el entorno. Compuesto por más de 30 antenas suavemente combinadas con alas y fuselaje que proporcionan cobertura de todo el espacio alrededor más información de acimut y elevación en el sector delantero, fue descrito por Tom Burbage, el exjefe del programa F-22 en Lockheed Martin, como «la pieza de equipamiento en el avión técnicamente más compleja». Con su alcance de más de 460 km, mayor que el del radar, permite al F-22 limitar su propia emisión de radar para preservar su capacidad furtiva. Cuando se aproxima un objetivo, el receptor puede indicar al radar AN/APG-77 que rastree el objetivo mediante un haz estrecho, que puede ser enfocado por debajo de 2° en 2° en acimut y elevación.

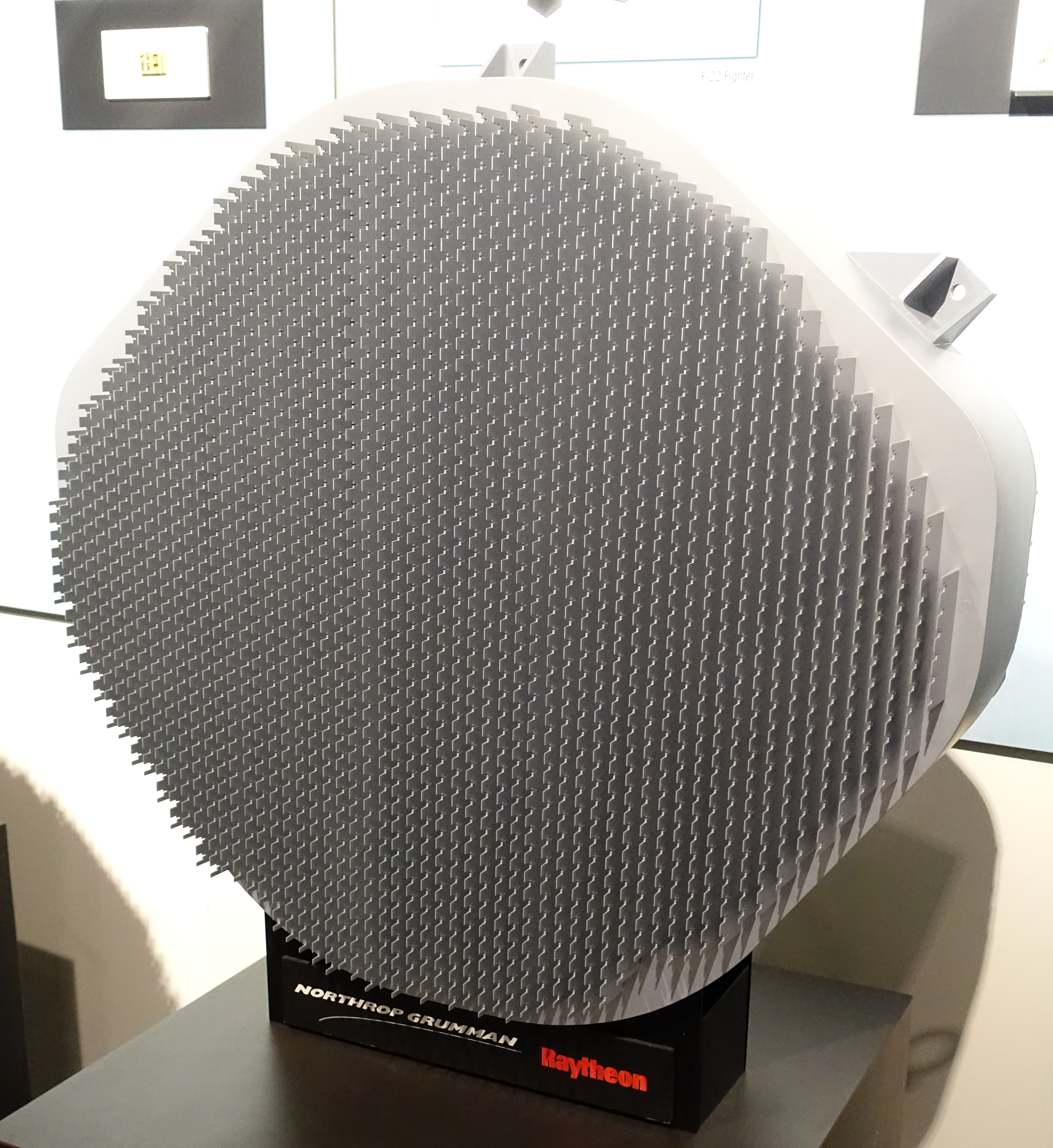
El radar AESA AN/APG-77.

El radar AESA AN/APG-77, diseñado para operaciones de superioridad aérea y ataque, presenta un conjunto de antenas de barrido electrónico, de apertura activa y de baja detectabilidad, que puede rastrear múltiples objetivos bajo cualquier circunstancia meteorológica. El AN/APG-77 cambia las frecuencias más de mil veces por segundo para reducir la posibilidad de ser interceptado. El radar también puede enfocar sus emisiones para sobrecargar sensores enemigos, proporcionándole a la aeronave cierta capacidad de ataque electrónico.
La información del radar es procesada por dos procesadores Raytheon Common Integrated Processor (CIP). Cada CIP puede procesar 10 500 millones de instrucciones por segundo y dispone de 300 megabytes de memoria. La información puede ser recogida del radar y de otros sistemas internos y externos del avión, filtrada por los CIP, y ofrecida de maneras fáciles de comprender en varias pantallas de la cabina de vuelo, permitiendo al piloto permanecer a la vanguardia en situaciones complicadas. El software de la aviónica del Raptor tiene aproximadamente 1,7 millones de líneas de código, escritas en su mayoría en el lenguaje de programación Ada del Departamento de Defensa. La mayoría del código tiene que ver con el proceso de la información procedente del radar. El radar tiene un alcance estimado de 200-240 km, aunque las mejoras previstas permitirán un alcance de 400 km o incluso más en haces estrechos. En 2007, unas pruebas de Northrop Grumman, Lockheed Martin y L-3 Communications permitieron que el sistema AESA de un Raptor actuara como un punto de acceso Wi-Fi, capaz de transmitir información a 548 Megabit por segundo y recibir a velocidad de Gigabit; esto es mucho más rápido que el sistema Link 16 actualmente usado por los aviones estadounidenses y aliados, que transfiere información a poco más de 1 Mb/s.
El F-22 tiene varias capacidades únicas para un avión de su tamaño y cometidos. Por ejemplo, tiene una capacidad de detección e identificación de amenazas comparables a las del avión de reconocimiento RC-135 Rivet Joint. Aunque el equipamiento del F-22 no es tan potente ni sofisticado, sus cualidades furtivas le permiten operar de forma segura a pocos centenares de kilómetros del campo de batalla, compensando su menor capacidad.
El F-22 es capaz de funcionar como un mini AWACS. Su radar es menos potente que el de un avión específico como el E-3 Sentry, pero su posición cercana al escenario de combate compensa este hecho de nuevo. El sistema del F-22 permite a su piloto designar objetivos para cooperar con cazas F-15 y F-16, e incluso determinar cuando dos aviones amigos tienen como objetivo la misma aeronave enemiga. Es «algunas veces capaz de identificar objetivos varias veces más rápido que los AWACS».
El radar de baja probabilidad de intercepción del F-22 tiene capacidad de transmisión de datos con un alto ancho de banda, lo que permite que sea utilizado como un enlace de banda ancha para una retransmisión de alta velocidad de información entre transmisores y receptores amigos en el área. El F-22 ya puede enviar información a otros F-22, lo que provoca una reducción considerable de conversaciones por radio.
El bus de datos IEEE 1394B desarrollado para el F-22 deriva del sistema de bus comercial IEEE 1394 "FireWire", de uso frecuente en ordenadores personales. Es el mismo bus de datos empleado posteriormente en el F-35 Lightning II. La fusión de sensores combina los datos procedentes de todos los sensores internos y externos en una vista común para evitar que el piloto se vea abrumado.
El software que ejecutan los F-22, al ser de la época de 1983, proporciona una protección adicional contra ataques cibernéticos porque muy pocas personas saben cómo programarlo.

### Armamento

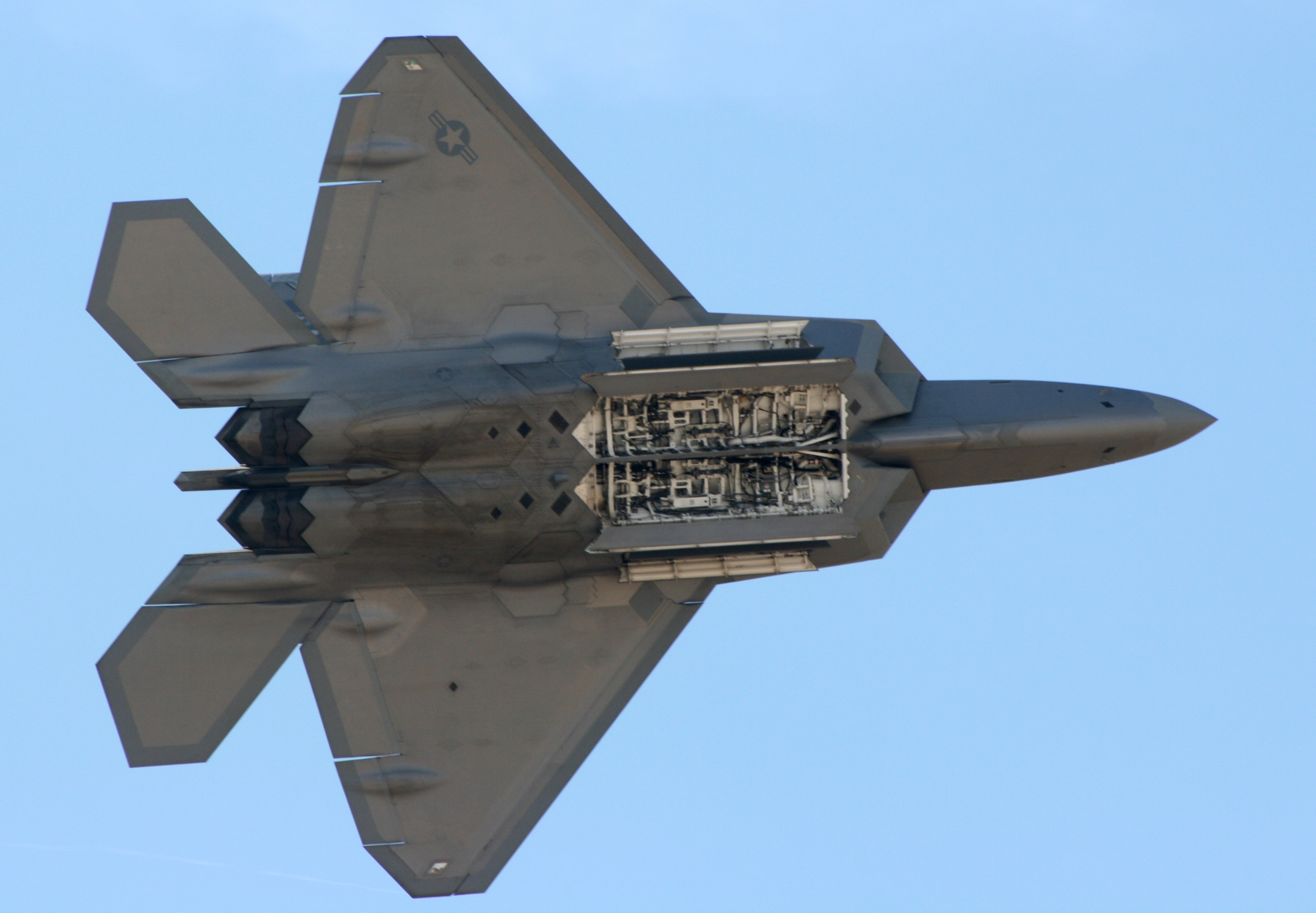
Para mantener su invisibilidad a los radares, el Raptor lleva sus armas en bodegas internas. En esta foto se ven abiertas tanto la bodega central como las más pequeñas de los laterales.

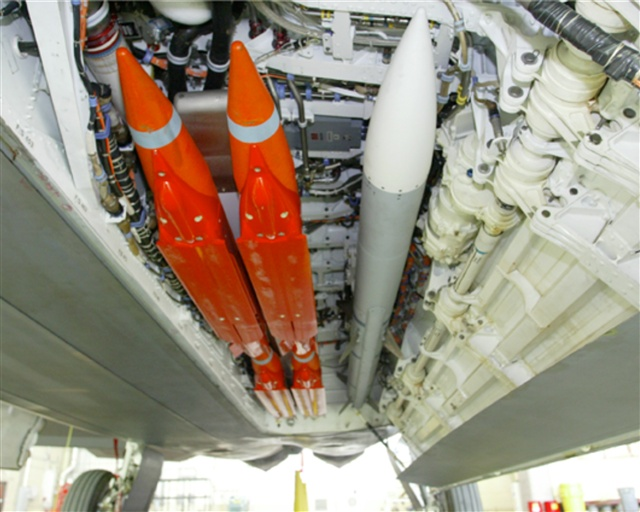
Mitad izquierda de la bodega central de un F-22 con 4 bombas GBU-39 SDB y 1 misil AIM-120.

El Raptor dispone de tres bodegas de armas lanzables. En la bodega central puede llevar seis misiles de medio alcance AIM-120C AMRAAM y en cada una de las bodegas laterales un misil de corto alcance AIM-9M/X Sidewinder. Cuatro de los misiles de medio alcance pueden ser reemplazados por dos estructuras portabombas en las que puede montar dos bombas de tamaño medio o bien ocho bombas de pequeño diámetro. Esas armas aire-superficie son bombas inteligentes provistas del sistema de guiado Joint Direct Attack Munition (JDAM) y las nuevas Small-Diameter Bomb (SDB) respectivamente, pero el Raptor no puede designar por sí mismo los objetivos de los artefactos guiados por láser, ya que carece del designador furtivo del F-35.
Transportando los misiles y las bombas de forma interna se mantiene la baja detectabilidad del avión y no se incrementa la resistencia aerodinámica, dando como resultado mayores velocidades máximas y mayor autonomía de combate. Para lanzar los misiles es necesario abrir las puertas de las bodegas de armas en menos de un segundo, mientras los misiles son empujados completamente fuera de la estructura del avión por unos brazos hidráulicos. Esto reduce la probabilidad de que el Raptor sea detectado por los sistemas de radares enemigos por culpa del lanzamiento de armas, y también permite que el F-22 pueda lanzar misiles de largo alcance mientras se mantiene a velocidad de supercrucero. Por otra parte, el caza lleva incorporado en su interior un cañón automático rotativo M61A2 Vulcan de 20 mm, con la tronera situada en el encastre alar derecho y cubierta por una trampilla mientras no se usa para mantener la baja detectabilidad del avión. El M61A2 es un arma de último recurso para la que dispone de 480 proyectiles, munición suficiente para aproximadamente cinco segundos de disparo continuo. El F-22 ha sido capaz de acercarse hasta el alcance del cañón en combates cerrados sin ser detectado, opción que puede ser necesaria una vez agotados los misiles.
La gran velocidad de crucero y la muy alta altitud operacional del Raptor aumentan de manera significativa el alcance efectivo tanto de municiones aire-aire como aire-superficie. Estos factores pueden ser la razón por la que la Fuerza Aérea estadounidense tomó la decisión de no buscar nuevos misiles aire-aire de largo alcance como el MBDA Meteor. No obstante, la Fuerza Aérea tiene planeada la obtención del AIM-120D AMRAAM, del que se informa que va a tener un 50 % más de alcance en comparación con el actual AIM-120C. La plataforma de lanzamiento del Raptor proporciona una energía adicional en el momento de lanzamiento que ayuda a aumentar el alcance de armamento aire-tierra. Mientras las cifras concretas continúan clasificadas, se estima que las JDAM empleadas por los F-22 pueden tener en torno al doble de alcance efectivo de las mismas municiones lanzadas por anteriores plataformas. En una prueba, un Raptor lanzó una JDAM de 450 kg desde 15 000m de altitud, mientras volaba a una velocidad de Mach 1,5, e impactó en un objetivo móvil que se encontraba a 38 km de distancia. Las bombas de pequeño diámetro (SDB), empleadas en el F-22, deberían conseguir aun un mayor incremento en alcance efectivo, debido a su mejor proporción sustentación a resistencia aerodinámica. El AIM-120 es el misil principal y el AIM-9 Sidewinder es el misil de corto alcance.
Si bien en su configuración de superioridad aérea el F-22 porta su armamento de forma interna, no está limitado a esta opción. Sus alas incluyen cuatro soportes, cada uno preparado para aguantar 2300 kg. Cada soporte puede montar un pilón que permite portar un tanque de combustible lanzable de 600 galones o un riel lanzador que sujeta dos misiles aire-aire. Sin embargo, el uso de cargas externas compromete la capacidad furtiva del F-22, y tiene un efecto perjudicial en la maniobrabilidad, velocidad y alcance (si no se porta combustible externo) del aparato. Solo los dos soportes interiores están preparados para montar depósitos externos. Esos soportes permiten desechar en vuelo los pilones, de modo que el caza puede recuperar su furtividad después de agotar las provisiones externas. Actualmente se está llevando a cabo la investigación para desarrollar un pilón y contenedor de armamento de baja detectabilidad. Dicho contenedor tendría una forma de baja detectabilidad ante el radar y portaría las armas en su interior, y por consiguiente tendría que abrirse para lanzar un misil o liberar una bomba. El contenedor y el pilón podrían ser desprendidos cuando ya no se necesitasen. Este sistema permitiría que el F-22 portara su carga máxima mientras permanece furtivo con pérdida de maniobrabilidad.

### Componentes
Referencias: utcaerospacesystems.com
Leyenda:  Estados Unidos -  Finlandia -  Noruega

#### Electrónica
| Sistema                            | País                      | Fabricante                | Notas                            |
| ---------------------------------- | ------------------------- | ------------------------- | -------------------------------- |
| Lenguajes de programación          |                           |                           | Ada, VHDL                        |
| Sistema operativo de tiempo real   | Bandera de Estados Unidos | Green Hills Software      | INTEGRITY-178B                   |
| Sistema de control de vuelo        |                           |                           | Bucle completamente cerrado.     |
| Auto-GCAS                          | Bandera de Estados Unidos | AFRL Lockheed Martin NASA | A partir de 2016                 |
| ACAS                               |                           |                           | No                               |
| CPUs                               | Bandera de Estados Unidos | Freescale Intel           | PowerPC G3 i960MX                |
| Sensores inteligentes multifunción | Bandera de Estados Unidos | UTC Aerospace Systems     | SmartProbe                       |
| Sistema de escape (opción)         | Bandera de Estados Unidos | Collins Aerospace         | Asiento eyectable modelo ACES II |
| Sistema de escape (opción)         | Bandera de Estados Unidos | Collins Aerospace         | Asiento eyectable modelo ACES 5  |

#### Armamento
| Sistema                                           | País                                                                  | Fabricante                       | Notas                          |
| ------------------------------------------------- | --------------------------------------------------------------------- | -------------------------------- | ------------------------------ |
| Cañón                                             | Bandera de Estados Unidos                                             | General Dynamics                 | M61A2 Vulcan rotativo de 20 mm |
| Kit de guiado JDAM para bombas de caída libre     | Bandera de Estados Unidos                                             | Boeing                           |                                |
| Bomba guiada GBU-39 Small Diameter Bomb           | Bandera de Estados Unidos                                             | Boeing Defense, Space & Security |                                |
| Misil aire-aire de corto alcance AIM-9 Sidewinder | Bandera de Estados Unidos · Bandera de Finlandia · Bandera de Noruega | Raytheon NAMMO                   |                                |
| Misil aire-aire BVR AIM-120A/B/C/D AMRAAM         | Bandera de Estados Unidos · Bandera de Finlandia · Bandera de Noruega | Raytheon NAMMO                   |                                |

#### Propulsión
| Sistema                  | País                      | Fabricante      | Notas    |
| ------------------------ | ------------------------- | --------------- | -------- |
| Lenguaje de programación |                           |                 | JOVIAL   |
| Motor                    | Bandera de Estados Unidos | Pratt & Whitney | 2 × F119 |

## Historia operacional

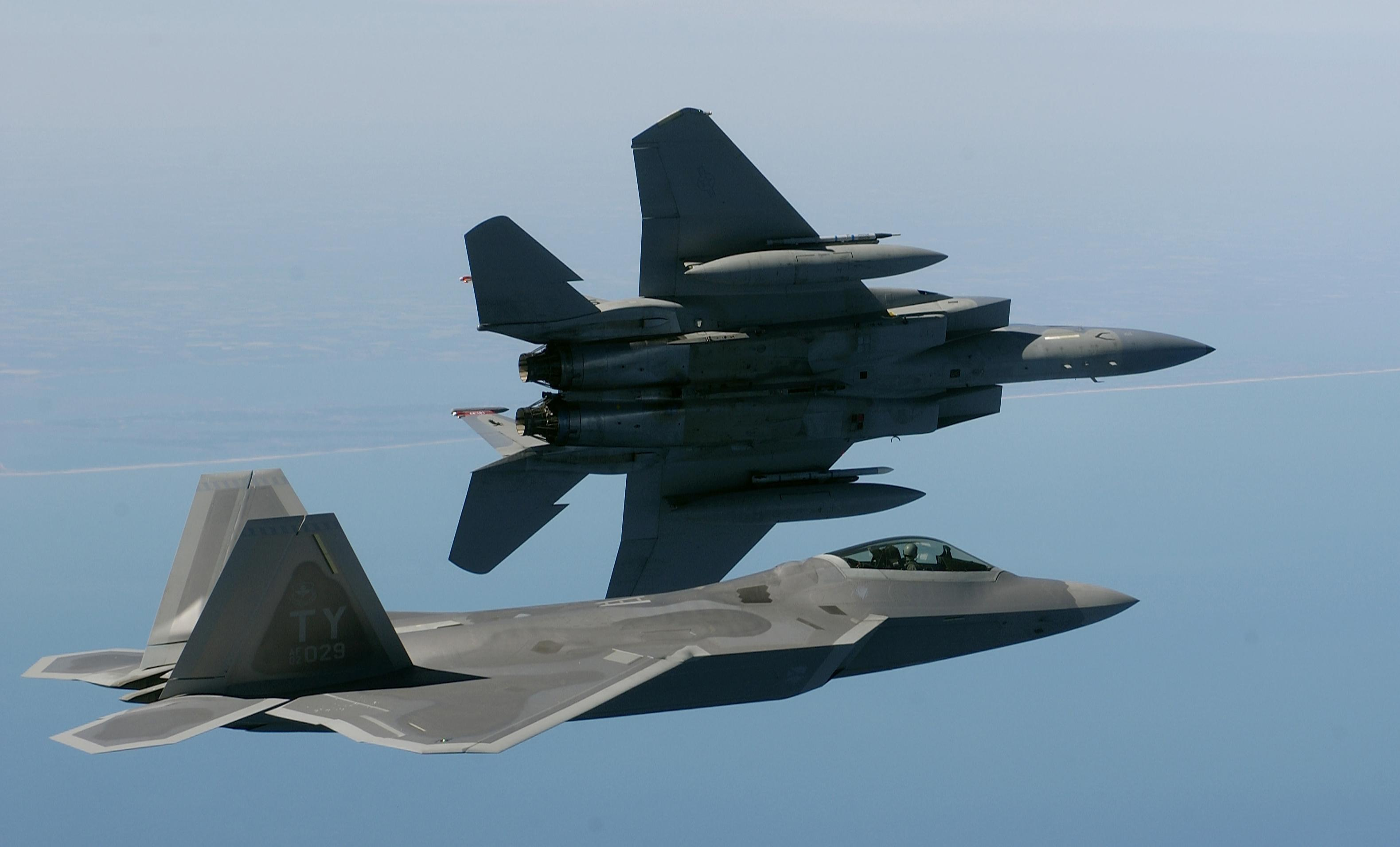
Un F-22 y un F-15 Eagle a su izquierda. El F-22 fue creado para reemplazar a los F-15C/D.

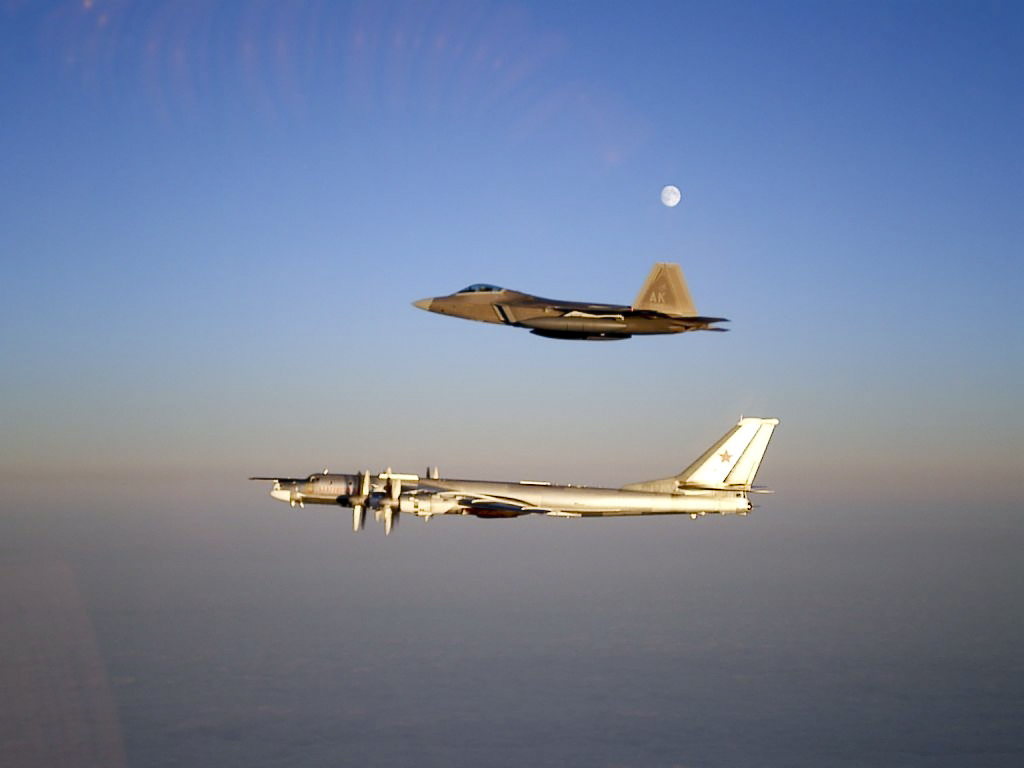
F-22 Raptor escoltando a un bombardero con capacidad nuclear ruso Tupolev Tu-95 cerca de Alaska.

### Designación y cambios de nombre
El YF-22 era originalmente denominado Lightning II, en honor de su predecesor de la Segunda Guerra Mundial, el P-38 Lightning. Este nombre persistió hasta mediados de los años 90, cuando fue llamado oficialmente Raptor. De una forma más corta también recibió el apodo de SuperStar y Rapier. El F-35 recibió más tarde el nombre de Lightning II, el 7 de julio de 2006. La producción de modelo fue formalmente denominada F-22 Raptor cuando la primera producción representativa fue concluida el 9 de abril de 1997.
En septiembre de 2002, la Fuerza Aérea decidió cambiar la denominación de los Raptor a F/A-22. La nueva designación imita a la del F/A-18 Hornet, intentando realzar la capacidad de ataque del Raptor a objetivos terrestres, con la intención de acallar las voces que criticaban el alto coste que suponía mantener la superioridad aérea. El 12 de diciembre de 2005 vuelve a cambiar el nombre a F-22, y el 15 de diciembre de ese mismo año, el F-22 entra en servicio.

### Historial de servicios
Los F-22 Raptor del 90.º Escuadrón de Cazas realizaron su primera interceptación de dos bombarderos rusos Tupolev Tu-95 cerca del espacio aéreo de Estados Unidos en Alaska, el 22 de noviembre de 2007. Esta fue la primera vez que los F-22 fueron requeridos para una misión del NORAD.
Fueron enviados a Corea del Sur, ante la posible amenaza de Corea del Norte de atacar al sur y por la realización de pruebas nucleares, para amenazar a Corea del Sur y Japón.
Están operativos en la Base Aérea de Hawái, para pruebas de entrenamiento de pilotos, pruebas de vuelo y prácticas de combate, como aviones de combate de primera línea de batalla.
En agosto de 2015, la Secretaría de la Fuerza Aérea de Estados Unidos anunció que se desplegarían F-22 en Europa para contrarrestar la amenaza que supone Rusia. También anunció la posibilidad de maniobras conjuntas entre los F-22 y los Eurofighters.
El 4 de febrero de 2023, un F-22 del Ala de Combate N.º 1 (Base Aérea de Langley AFB, Virginia) derribó un presunto globo espía chino dentro del alcance visual, frente a la costa de Carolina del Sur. El F-22 disparó un misil aire-aire AIM-9X Sidewinder al globo desde una altitud de 58 000 pies, destruyendo el globo a una altitud de entre 60 000 a 65 000 pies. Los restos cayeron aproximadamente a 6 millas de la costa y posteriormente fueron asegurados por barcos de la Armada de los Estados Unidos y la Guardia Costera de Estados Unidos. La Administración Federal de Aviación había emitido una parada terrestre inmediata en los aeropuertos de Carolina del Norte y Carolina del Sur para una operación de seguridad nacional. El derribo del globo marcó la primera baja aire-aire del F-22 y posiblemente el derribo a mayor altitud aire-aire registrado.
El 10 de febrero de 2023, un F-22 derribó un objeto a gran altura cerca de la costa de Alaska. El objeto fue derribado usando un AIM-9X Sidewinder, marcando la segunda baja aire-aire del caza.
El 11 de febrero de 2023, luego de una estrecha coordinación entre las autoridades de Estados Unidos y Canadá, un F-22 de la Fuerza Aérea de Estados Unidos derribó un objeto volador no identificado que sobrevolaba Canadá, utilizando otra vez un AIM-9X Sidewinder, marcando la tercera baja aire-aire del F-22 (también su tercero en 7 días).

#### Bautismo de fuego: bombardeos sobre el Estado Islámico
Su bautismo de fuego sería en septiembre de 2014, cuando el sofisticado avión arrojó bombas sobre Siria como parte de la campaña aérea contra los extremistas del Estado Islámico, que controlan partes del territorio en ese país e Irak. Se desconoce exactamente cuáles fueron los pormenores de la misión en lo que fue su bautismo de fuego.

### Accidentes
En abril de 1992, el segundo YF-22 se estrelló al aterrizar en la Base Aérea Edwards, California. El piloto de pruebas, Tom Morgenfeld, escapó sin lesiones. Se encontró que la causa del accidente resultó ser un error de software de control de vuelo que no pudo evitar una oscilación inducida por el piloto.
El primer accidente de una unidad de producción de F-22 se produjo durante el despegue en la base Nellis de la Fuerza Aérea, el 20 de diciembre de 2004, en la que el piloto se eyectó con éxito antes del impacto. La investigación del accidente reveló que una breve interrupción del suministro de energía durante una parada de motor antes del vuelo provocó un fallo en el sistema de control de vuelo. Por consiguiente, el diseño de la aeronave fue corregido para evitar el problema. Todos los F-22 fueron suspendidos después del accidente, las operaciones se reanudaron tras un examen.
El 25 de marzo de 2009, un F-22 se estrelló 35 millas (56 km) al noreste de la Base Aérea de Edwards durante un vuelo de prueba, lo que produjo la muerte del piloto, David P. Cooley. Una investigación llevada a cabo por el Mando de Material de la Fuerza Aérea encontró que Cooley momentáneamente perdió el conocimiento durante una maniobra de alta aceleración, entonces se eyectó cuando se percató de estar a tan baja altitud como para recuperarse. Cooley murió durante la eyección debido a traumatismos múltiples provocados por la velocidad de la aeronave y las ráfagas de viento. La investigación no encontró problemas con el diseño del F-22.
El 16 de noviembre de 2010, un F-22, con base en Elmendorf, Alaska, perdió el contacto con el controlador aéreo. Posteriormente se confirmó que el avión se estrelló. El piloto, el capitán Jeffrey Haney, murió en el accidente. La flota de aviones F-22 fue restringida a volar por debajo de 25 000 pies, antes de ser confinada a tierra por completo, mientras que la investigación del accidente prosiguiera. En 2011, más restos del lugar del accidente fueron recuperados. El accidente se ha atribuido a un fallo en el sistema de purga de aire que apagó el sistema de control de acondicionamiento de la aeronave (ECS) y el sistema de generación de oxígeno a bordo (OBOGS). EL OBOGS, que se alimenta de purgar aire del motor, al parecer, dejó de funcionar automáticamente en respuesta a una situación de sobrecalentamiento del motor detectada por el equipo principal. El comité de investigación del accidente determinó que el piloto (el uso de ropa voluminosa de invierno y gafas de visión nocturna) fue el culpable del accidente, ya que no reaccionó adecuadamente y no activó el sistema de oxígeno de emergencia. El General Norton A. Schwartz denominó al informe de la Oficina de Investigación del Inspector General del Pentágono «informe de rutina», pero se abstuvo de culpar al piloto. La viuda del piloto entabló una demanda, alegando que el avión poseía equipos defectuosos. En respuesta a los resultados de la investigación del accidente: el mando de conexión del oxígeno de emergencia fue rediseñado para mejorar la ubicación y su uso, y el sistema de oxígeno de emergencia debería activarse automáticamente cuando el OBOGS se apagase. Los fabricantes de la aeronave llegaron a un acuerdo con la familia del piloto. El 11 de febrero de 2013, el Inspector General del Departamento de Defensa dio a conocer su informe sobre la investigación del accidente, encontrando que la USAF se había equivocado al culpar a Haney por el accidente y dijo que las conclusiones de la USAF fueron contradictorias, incompletas, y «no apoyadas por los hechos». En respuesta, la Fuerza Aérea declaró que mantenía sus conclusiones de investigación de accidentes.
El 15 de noviembre de 2012, un F-22 se estrelló cerca de la base aérea de Tyndall, al sur de la Ciudad de Panamá, Florida. El piloto se eyectó con éxito y no se produjeron heridos en el suelo. La causa del accidente es desconocida.
El 7 de diciembre de 2012, un F-22 del escuadrón de caza 199 sufrió daños en los estabilizadores horizontales durante el aterrizaje en la Base Común de Pearl Harbor-Hickam por valor de 1,8 millones de dólares. El avión regresaba de participar en una formación de hombre-ausente en un evento conmemorativo del ataque a Pearl Harbor.

### Despliegue y organización
| Comando                              | Escuadrón                  | Unidad                                  | Base                                         |
| ------------------------------------ | -------------------------- | --------------------------------------- | -------------------------------------------- |
| Mando de Formación y Educación Aérea | 325.ª Ala de caza          | 43.º Escuadrón de combate               | Base de la Fuerza Aérea Tyndall              |
| Mando de Combate Aéreo               | Primer Ala de caza         | 27.º Escuadrón de combate               | Base de la Fuerza Aérea Langley              |
| Mando de Combate Aéreo               | Primer Ala de caza         | 94.º Escuadrón de caza                  | Base de la Fuerza Aérea Langley              |
| Mando de Combate Aéreo               | 49.º Ala de caza           | Séptimo Escuadrón de combate            | Base de la Fuerza Aérea Holloman             |
| Mando de Combate Aéreo               | 49.º Ala de caza           | Octavo Escuadrón de combate             | Base de la Fuerza Aérea Holloman             |
| Mando de Combate Aéreo               | 53.ª Ala de caza           | 422.º Escuadrón de pruebas y evaluación | Base de la Fuerza Aérea Eglin                |
| Mando de Material de la Fuerza Aérea | 412.º Ala de pruebas       | 412.º Escuadrón de vuelos de pruebas    | Base de la Fuerza Aérea Edwards              |
| Fuerzas Aéreas del Pacífico          | Tercer Ala de caza         | 90.º Escuadrón de combate               | Base de la Fuerza Aérea Elmendorf            |
| Fuerzas Aéreas del Pacífico          | Tercer Ala de caza         | 525.º Escuadrón de combate              | Base de la Fuerza Aérea Elmendorf            |
| Fuerzas Aéreas del Pacífico          | 477.º Escuadrón de combate | 302.º Escuadrón de combate              | Base de la Fuerza Aérea Elmendorf-Richardson |
| Guardia Nacional del Aire            | 192.º Ala de caza          | 149.º Escuadrón de combate              | Base de la Fuerza Aérea Langley-Eustis       |
| Guardia Nacional del Aire            | 154.º Ala de caza          | 199.º Escuadrón de combate              | Base de la Fuerza Aérea Hickam               |

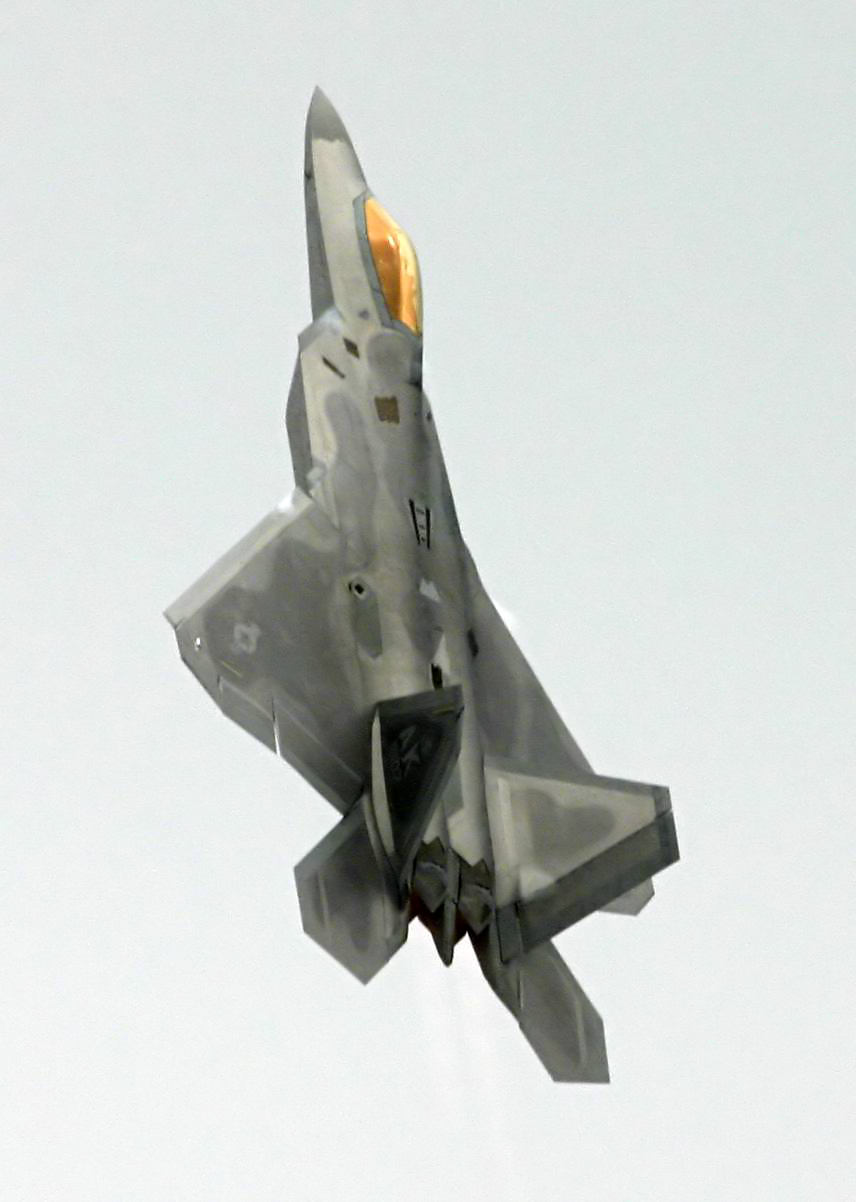
Ascenso vertical de un F-22.

En agosto de 2010, el Pentágono anunció una reorganización de la Fuerza Aérea, incluyendo la racionalización de las bases. Así pues, el escuadrón ubicado en la Base Holloman recibiría fuerzas adicionales de la Base Tyndell y se distribuiría el resto de escuadrones entre las bases de Elmendorf, Langley y Nellis.

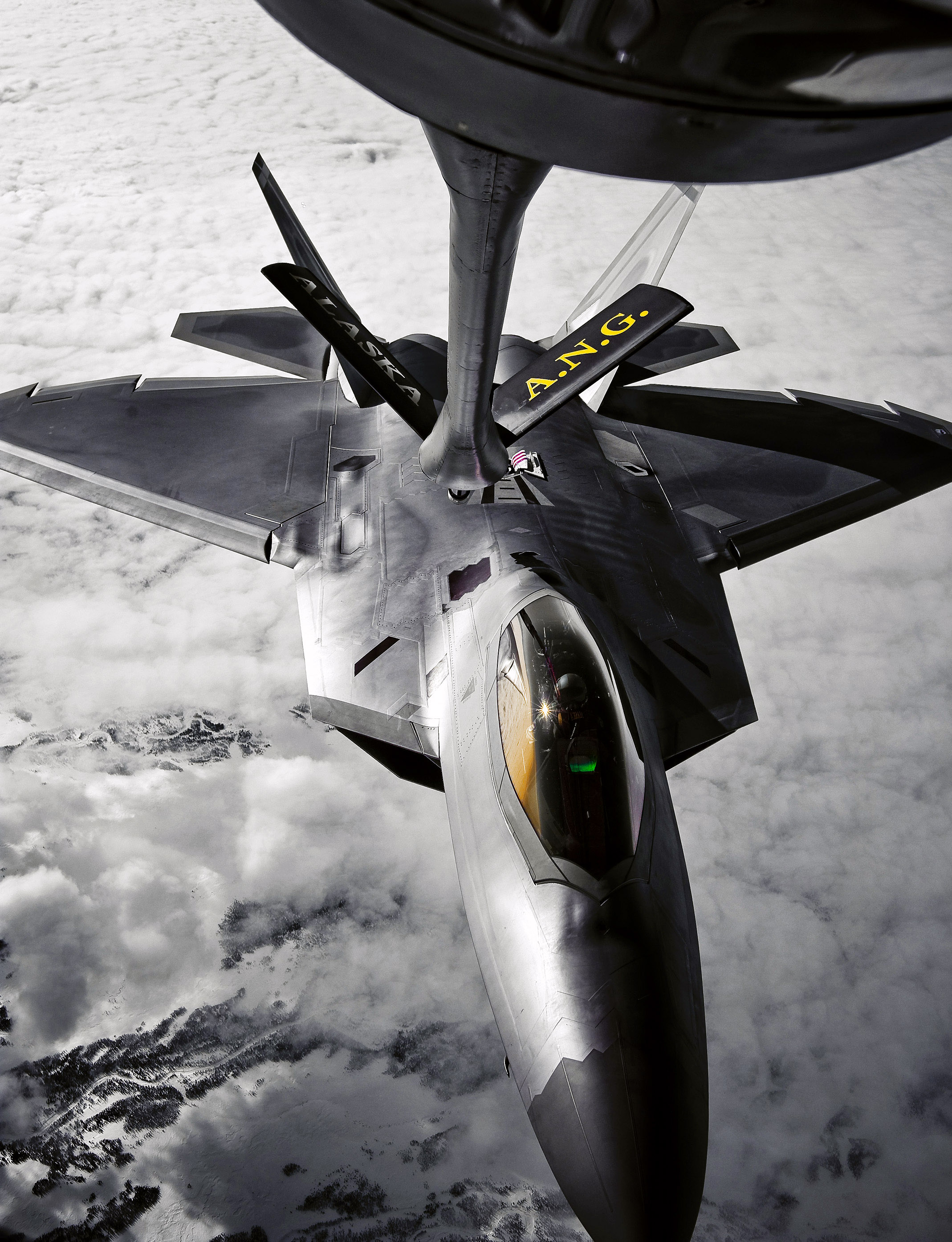
Un F-22 repostando en vuelo por un Boeing KC-135.
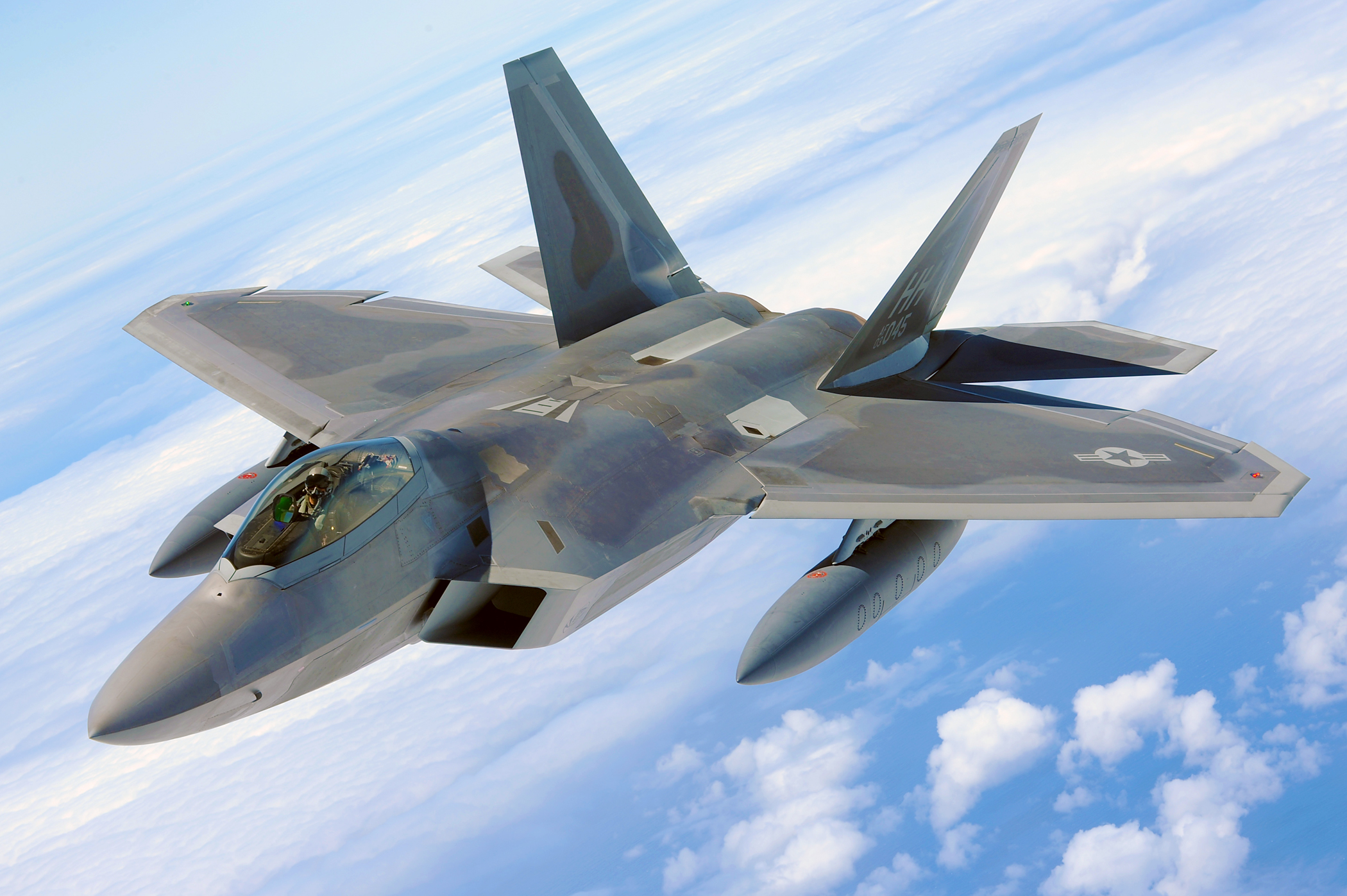
F-22 con dos tanques de combustible.
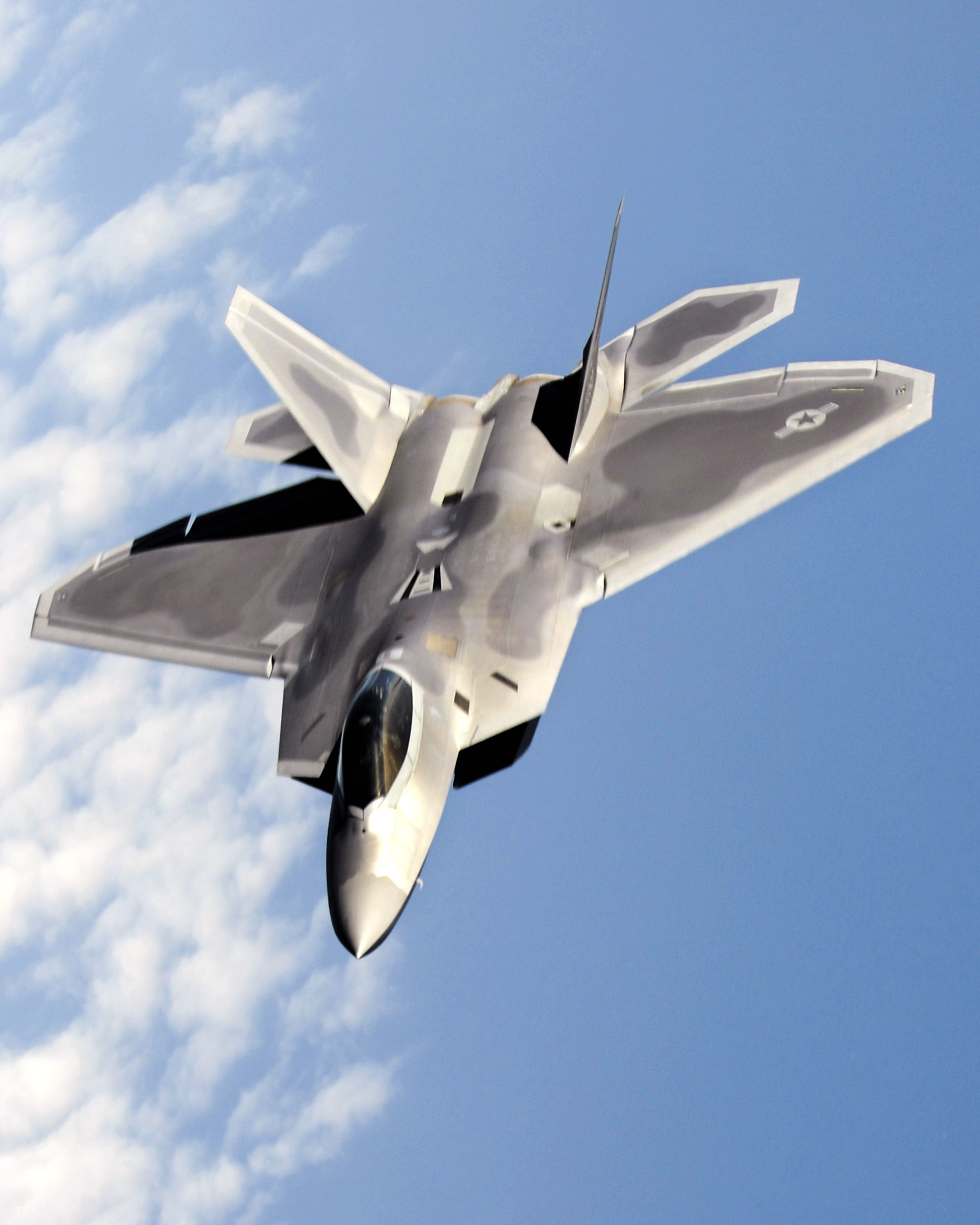
Vista delantera de la aeronave.
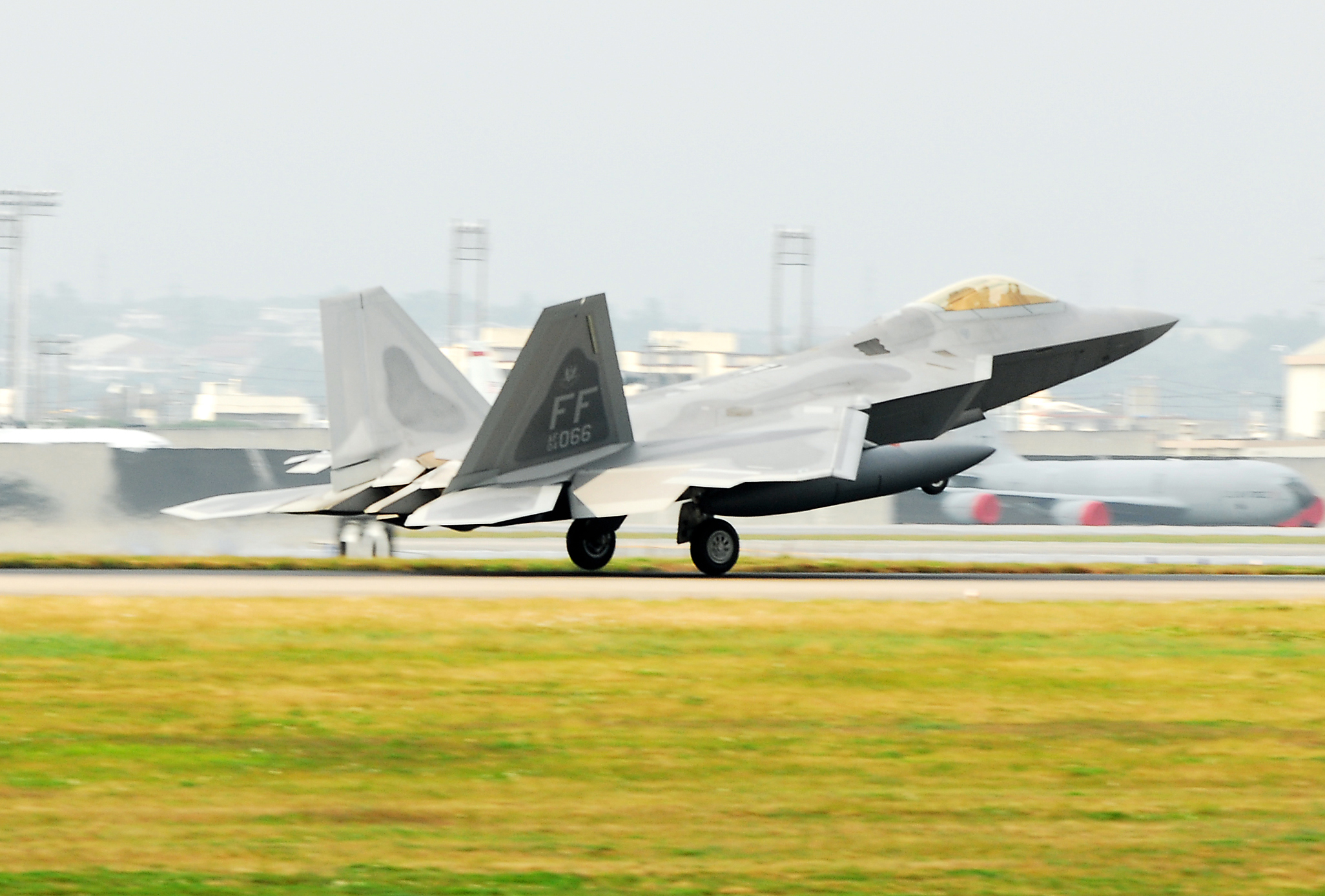
Un F-22 Raptor en pleno despegue.

## En la cultura popular
- Aparece en Transformers, siendo el modo alternativo del Decepticon Starscream.
- Aparece en Iron Man, cuando dos F-22 persiguen a Iron Man.

## Especificaciones (F-22A)
Referencia datos: USAF, F-22 Raptor Team web site, Lockheed Martin, Aviation Week, y Journal of Electronic Defense

### Características generales
- Tripulación: Uno (piloto)
- Longitud: 18 m (59,1 ft)
- Envergadura: 13,5 m (44,3 ft)
- Altura: 5,1 m (16,7 ft)
- Superficie alar: 72 m² (775,5 ft²)
- Perfil alar: 

  - Raíz: NACA 64A?05.92
  - Punta: NACA 64A?04.29
- Peso vacío: 16 300 kg (35 925,2 lb)
- Peso cargado: 19 300 kg (42 537,2 lb)
- Peso útil: 18 300 kg (40 333,2 lb)
- Peso máximo al despegue: 38 000 kg (83 752 lb)
- Planta motriz: 2× turbofán Pratt & Whitney F119-PW-100.
  - Empuje normal: 104,5 kN (10 659 kgf; 23 500 lbf) de empuje cada uno.
  - Empuje con postquemador: 155,7 kN (15 876 kgf; 35 000 lbf) de empuje cada uno.Vuelo del F-22 Raptor a velocidad transónica.
Configuraciones de armas en el F-22.
- Capacidad de combustible: 8200 litros internos, 11 900 litros con 2 depósitos externos.

### Rendimiento
- Velocidad nunca excedida (Vne): 2910 km/h (1808 MPH; 1571 kt) Mach 2,45 (a 11 000 metros)
- Velocidad crucero (Vc): 1980 km/h (1230 MPH; 1069 kt) Mach 1,84 (supercrucero)
- Alcance: >2960 con dos depósitos de combustible externos
- Radio de acción: 460 nmi (529 mi, 852 km) con 100 nmi en modo supercrucero
- Alcance en ferry: 1,740 nmi (2,000 mi, 3,220 km)
- Techo de vuelo: 19 812 m (65 000 ft)
- Carga alar: 375 kg/m² (76,8 lb/ft²)
- Empuje/peso: 1,35 (1,26 con peso cargado y 50 % de combustible)

### Armamento
- Cañones: 1× cañón rotativo M61A2 Vulcan de 20 mm en la raíz alar de estribor, con 480 proyectiles.
- Puntos de anclaje: 4 puntos subalares desmontables con una capacidad de 2268 kg cada uno, para cargar una combinación de:  
  - Bombas: 

    - Bombas inteligentes:
      - 2× JDAM / WCMD de 450 kg (1000 lb) o
      - 8× GBU-39 Small Diameter Bombs de 110 kg (250 lb)

  - Misiles: 

    - Configuración aire-aire
      - Misiles aire-aire:
        - 2× AIM-9M/X Sidewinder y
        - 6× AIM-120C AMRAAM

    - Configuración aire-tierra
      -         - 2× AIM-9M/X Sidewinder y
        - 2× AIM-120C AMRAAM

  - Otros: 2× tanques de combustible externos de 2271 litros (600 galones)

### Aviónica
- Receptor de alerta radar (RWR) con un alcance de 463 km o más.
- Radar AESA Northrop Grumman AN/APG-77 con un alcance estimado de 200-240 km contra objetivos de 1 m².
- Contramedidas de infrarrojos: bengalas Chemring MJU-39/40.

## Aeronaves relacionadas

### Desarrollos relacionados
- Lockheed YF-22
- Lockheed Martin FB-22
- Lockheed Martin X-44 MANTA

### Aeronaves similares
- Chengdu J-20
- Lockheed Martin F-35 Lightning II
- Sukhoi Su-57
- TAI TF Kaan

### Secuencias de designación
- Secuencia F-_ (Cazas estadounidenses, 1962-presente): ← F-18/E/F/G - F-20 - F-21 - YF-22/F-22/FB-22 - F-23 - F-35 - F-47 →